# 日本における子どもの権利の歴史年表
本項では、日本における子どもの権利に関する歴史（にっぽん/にほんにおけるこどものけんりにかんするれきし）について説明する。

## 年表
日本における子どもの権利や児童福祉の発展の歴史を年表にすると、以下のようになる。
| 年     | 主な出来事                                                              |
| ------ | ----------------------------------------------------------------------- |
| 1874年 | 恤救規則 制定                                                           |
| 1929年 | 救護法 制定                                                             |
| 1933年 | 旧・児童虐待防止法 制定                                                 |
| 1933年 | 少年救護法 制定                                                         |
| 1937年 | 母子保護法 制定                                                         |
| 1946年 | 日本国憲法 公布                                                         |
| 1947年 | 児童福祉法 制定                                                         |
| 1951年 | 児童憲章 宣言                                                           |
| 1961年 | 児童扶養手当法 制定                                                     |
| 1964年 | 母子福祉法 制定                                                         |
| 1964年 | 特別児童扶養手当等の支給に関する法律 制定                               |
| 1971年 | 児童手当法                                                              |
| 1994年 | 児童の権利に関する条約 批准                                             |
| 1994年 | エンゼルプラン 制定                                                     |
| 1999年 | 新エンゼルプラン 制定                                                   |
| 1999年 | 児童買春・児童ポルノに係る行為等の処罰及び児童の保護等に関する法律 制定 |
| 2000年 | 児童虐待の防止等に関する法律 制定                                       |
| 2000年 | 健やか親子21                                                            |
| 2003年 | 次世代育成支援対策推進法 制定                                           |
| 2003年 | 少子化社会対策基本法 制定                                               |
| 2004年 | 子ども・子育て応援プラン 制定                                           |
| 2004年 | 発達障害者支援法 制定                                                   |
| 2004年 | オレンジリボン運動 開始                                                 |
| 2006年 | 就学前の子どもに関する教育、保育等の総合的な提供の推進に関する法律 制定 |
| 2009年 | 子ども・若者育成支援推進法 制定                                         |
| 2012年 | 子ども・子育て支援法 制定                                               |
| 2013年 | いじめ防止対策推進法 制定                                               |
| 2013年 | こどもの貧困の解消に向けた対策の推進に関する法律 制定                   |
| 2022年 | こども基本法 制定                                                       |
| 2022年 | 教育職員等による児童生徒性暴力等の防止等に関する法律 制定               |
| 2023年 | こども家庭庁 発足                                                       |

## 歴史

### 近代化による児童の搾取

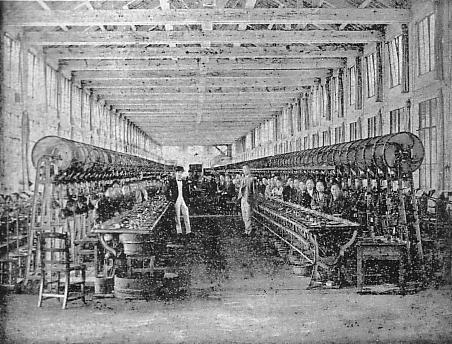
官営富岡製糸場

1880年代以降、日本が近代化していくにつれて、児童は工場における労働力として使用された。日清戦争後は、工場生産が急速に発展することで、10歳に満たない児童が、平均して1日15時間以上も労働させられていた。官営富岡製糸場では、10代半ばの児童を集めて、劣悪な職場環境で低賃金労働をさせた。

### 戦災孤児対策
第二次世界大戦を経て、1946年に日本国憲法が公布され、児童を酷使してはならないと明記された。
戦後直後の混乱において、浮浪児の存在はその窮乏を物語っていた。1945年9月20日、次官会議において「戦災孤児等保護対策要綱」が決定され、厚生省社会局長からも「浮浪児その他児童保護等の応急措置実施に関する件」を通知。浮浪児が徘徊する恐れのある場所を巡察し、発見・保護することを求めている。同年9月には、主要地方浮浪児等保護要綱を通知し、一時保護所を18か所、児童鑑別所を7か所設置した。

### 児童福祉法の制定へ
連合国軍最高司令官総司令部（GHQ）の公衆衛生福祉局は、民主化政策の一環として、A・B・Cからなる「児童福祉総合計画」という構想を日本国政府に示した。厚生省もこれを歓迎したが、「関係機関の連携」というGHQ側の方針とは異なり、厚生省側は繰り返し司法行政の一元的統合を議論の中心とした。GHQは、児童福祉の対象となる児童を拡大するために「対象児童の一般化」をもう1つの柱として提唱したが、厚生省は、自らの行政所管範囲の拡大に動き、児童の総合立法を確立しようとした。

#### 児童福祉総合計画A
1945年10月22日付「福祉の任務」において、GHQ公衆衛生福祉局は「公的福祉政策は『単一の福祉機関』で管理すべきである」とし、その目的は「救済行政の効率化をはかることを目的とした救済機関の統合」とした。これは、福祉課の救済政策の基軸とされていた。同「福祉の任務」の「効率的経済的救済原則」では「効率的な救済の観点から既存の制度・慣行のうち福祉課が望ましいものを助長し、不適切であるとみなされるものは排除していくという既存の救済制度の効率化政策を採用」したものとした。日本国政府がGHQの方針を歓迎した理由として、先述の児童福祉総合計画Aを受け入れる土壌、例えば、1938年に厚生省社会局児童課の初代課長が提起した「児童福祉」構想の影響があると考えられる。同課長による児童福祉構想は、国家責任をあらゆる階級的観念を超越して児童全体に拡大し、児童の保護とは、単なる救済・救護にとどまらず、児童福祉でなければならないとした。

#### 児童「福祉」法案
児童福祉法案という名称は、児童福祉法の制定過程で生み出された名称であって、当初は「児童保護法案」という名称であった。1946年10月15日に「児童保護法要綱案」と「児童保護法案（仮）」が提出された。児童保護法案では「児童福祉」構想が法案の中心に据えられた。当時の厚生大臣河合良成は、児童保護法要綱案について中央事業委員会に諮問を行った。日本において「児童福祉」の語が初めて使われたのは、1947年1月に中央社会事業委員会の児童対策小委員会が提出した「児童保護法要綱案を中心とする児童保護に関する意見書」である。ここでは「児童保護から児童福祉への転換を望む」との答申があったため、1947年1月以降、厚生省は「児童福祉法案」として起草作業を進めることになる。児童福祉法案は、計15の案を経て、国会に提出された。同年8月19日から審議が始められ、12月12日には、児童福祉の基本法として、第1回国会で、児童福祉法が制定される。制定時の児童福祉法では、すべての児童が心身ともに健やかに生まれ、育成されなくてはならず、またこのためにすべての国民が努力しなくてはならないとする理念を第1条で定めた。
連合国軍占領下の日本において、「児童保護」から「児童福祉」へと枠組みが変更されたことは、今日肯定的に受け止められている。その一方で、このような理想は「掛け声で終わってしまった」と指摘されるように、理念の構築にとどまったと指摘された。結局、制定された児童福祉法は、理念や法規定を離れて、制定当時から指摘されたように「要保護児童」の枠組みにとどまった。

### 児童憲章の宣言

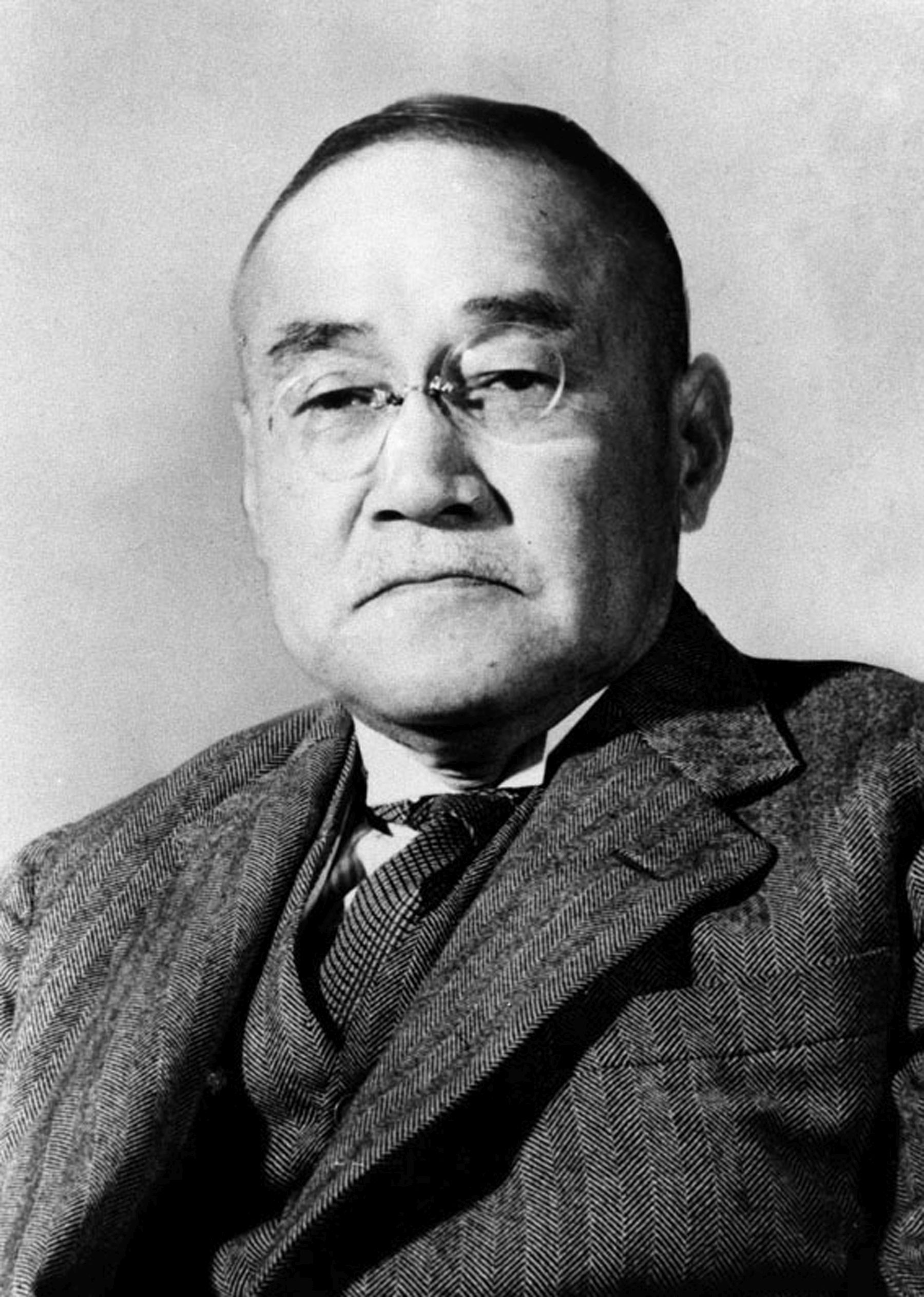
吉田茂

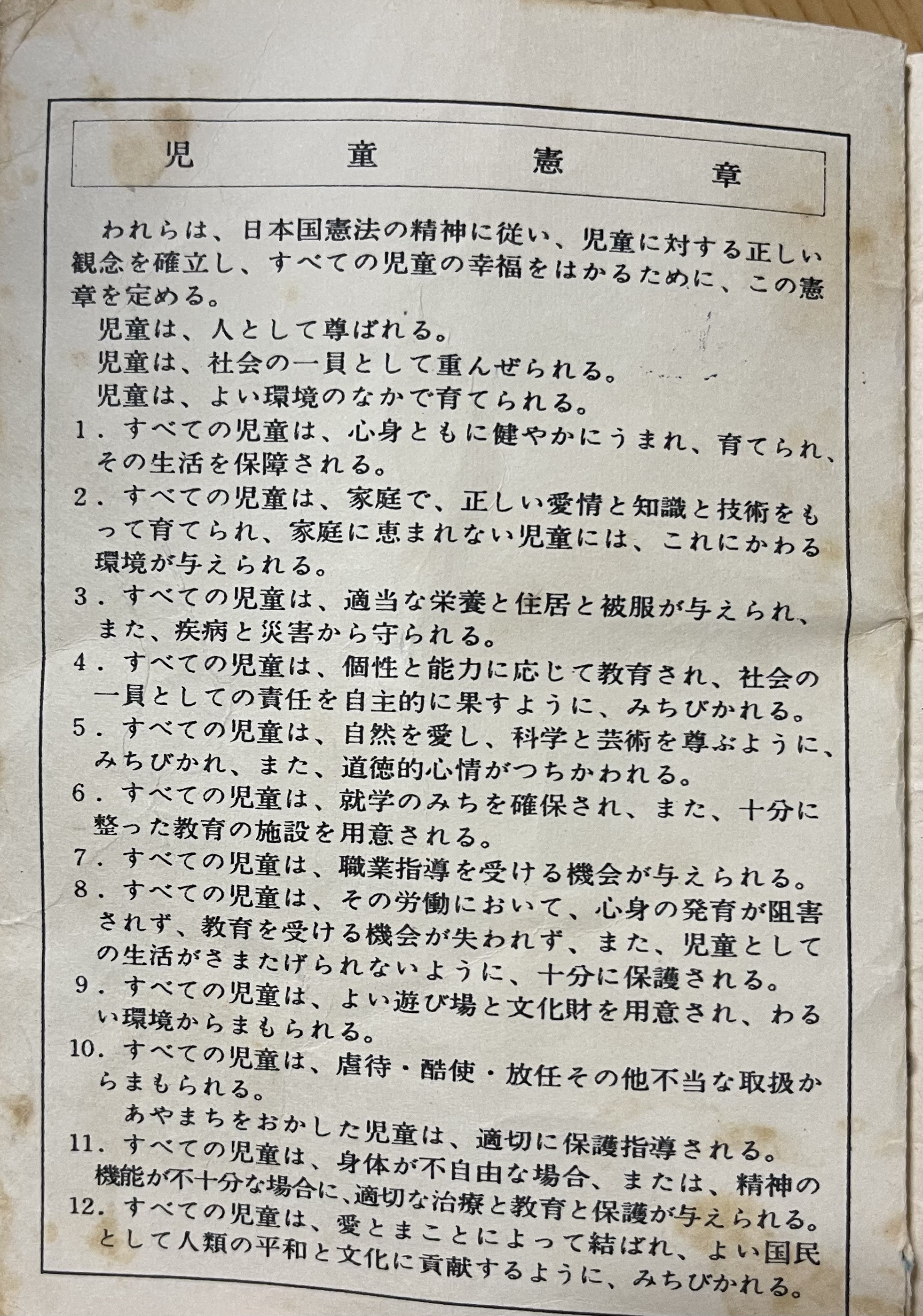
母子健康手帳に記載された児童憲章

一方で、戦後の厳しい社会環境の中では、子どもの権利を侵害する事件が相次ぎ、また価値観的にも、子は親に従属するものという価値観が残っていたことから、児童福祉の理念を周知させる必要があった。そのため、時の内閣総理大臣吉田茂が主宰して児童憲章制定会議を招集、1951年5月5日に、日本国憲法の精神に基づき、児童憲章が宣言された。同日の「児童憲章宣言式」で吉田茂は「わが国の次代をになうこどもの人間としての品位と権利を尊重し、これに良い環境を与え社会の一員として心身ともにすこやかに育成することはわれわれの責務であります。」と自身の子ども観を述べている。母子健康手帳には、児童憲章が記載されている。

### 1960年代以降
1940年代から児童手当制度が提唱されてきたが、他の緊急性ある施策を優先したために制度化は遅れ、1960年代に入ってようやく制度設計の議論が開始された。1971年5月21日に児童手当法が成立する。
1994年4月22日、児童の権利に関する条約を批准。同年5月22日に日本について発効。
1998年9月、神奈川県川崎市の高橋清市長（当時）は、子どもの権利条例案の策定が諮問され、子どもの権利に関する条例の起草が始まった。「子どもの現状が決して幸福とはいえない」という認識に立ち、児童の権利に関する条約の批准を契機に施策の見直しが求められていたことから、条例化の動きが加速した。2000年12月21日、全国初の「子どもの権利に関する条例」を川崎市議会が全会一致で可決・制定した。この条例を制定するにあたっては、子ども目線で条例案を検討するために、小学生から高校生までの30人の児童で構成される子ども委員会が設置された。
2004年に発生した児童虐待事件を受けて、栃木県小山市の団体によってオレンジリボン運動が始められた。
2013年、OECD加盟国の中でも子どもの貧困率が高い水準であったことから、子どもの貧困対策の推進に関する法律が制定された。同年、大津いじめ自殺事件をきっかけにいじめ防止対策推進法が制定される。
2016年に児童福祉法が改正され、すべての児童が「権利の主体」であることが明記された。
2022年6月15日、こども家庭庁設置法とこども基本法が可決・成立。2023年4月1日、こども家庭庁発足。